# When I Think of You
„When I Think of You” este un cântec al interpretei americane Janet Jackson. Piesa a fost compusă de Jimmy Jam și Terry Lewis și Jackson, fiind inclusă pe cel de-al treilea material discografic de studio al artistei, Control. „When I Think of You” a ocupat locul 2 în Olanda și locul fruntaș în Statele Unite ale Americii, obținând clasări moderate la nivel mondial.

## Clasamente
| Clasament                       | Poziția maximă | Referință |
| ------------------------------- | -------------- | --------- |
| Australian Singles Chart        | 53             | [ 4 ]     |
| Belgian Singles Chart (Flandra) | 8              | [ 5 ]     |
| Canadian Hot 100                | 15             | [ 6 ]     |
| Dutch Singles Chart             | 2              | [ 2 ]     |
| German Singles Chart            | 36             | [ 7 ]     |
| New Zealand Singles Chart       | 8              | [ 2 ]     |
| Spain Singles Chart             | 24             | [ 8 ]     |
| Swiss Singles Chart             | 8              | [ 2 ]     |
| UK Singles Chart                | 10             | [ 9 ]     |
| U.S. Billboard Hot 100          | 1              | [ 3 ]     |